# Fani Tzeli
Fani Tzeli (grekiska: Φανή Τζέλη), född 20 november 2001, är en grekisk taekwondoutövare. 

## Karriär
I november 2017 tog Tzeli brons i 55 kg-klassen vid junior-EM i Larnaca. I april 2018 tog hon brons i 55 kg-klassen vid junior-VM i Hammamet. I oktober 2018 tog Tzeli även brons i 55 kg-klassen vid ungdoms-OS i Buenos Aires.
I juli 2021 tävlade Tzeli i 57 kg-klassen vid OS i Tokyo. Hon förlorade i åttondelsfinalen mot ryska Tatjana Minina och sedan i återkvalet mot nigeriska Tekiath Ben Yessouf. I maj 2024 tog Tzeli brons i 57 kg-klassen vid EM i Belgrad.